# Marstallplatz (München)
Der Marstallplatz befindet sich östlich der Residenz im Bezirk Altstadt-Lehel der bayerischen Landeshauptstadt München. Er ist nach dem 1817 bis 1822 vom Architekten Leo von Klenze im klassizistischen Stil erbauten Marstall benannt.

## Beschreibung
Der Marstallplatz grenzt nördlich an die Generalverwaltung der Max-Planck-Gesellschaft, östlich an den Marstall, südlich an das Probengebäude und westlich an das Kulissengebäude der Bayerischen Staatsoper.
Ursprünglich war der Marstall auf die Allerheiligen-Hofkirche und die Residenz bezogen, seit 1962 ist dieser Blick durch das längliche Kulissengebäude versperrt, das auch das Cervantes-Institut aufnimmt.
Der Platz wird durch die Alfons-Goppel-Straße geteilt. Östlich davon befinden sich der Löwenbrunnen und das Trümmerfrauendenkmal, westlich davon der Kronprinz-Rupprecht-Brunnen.

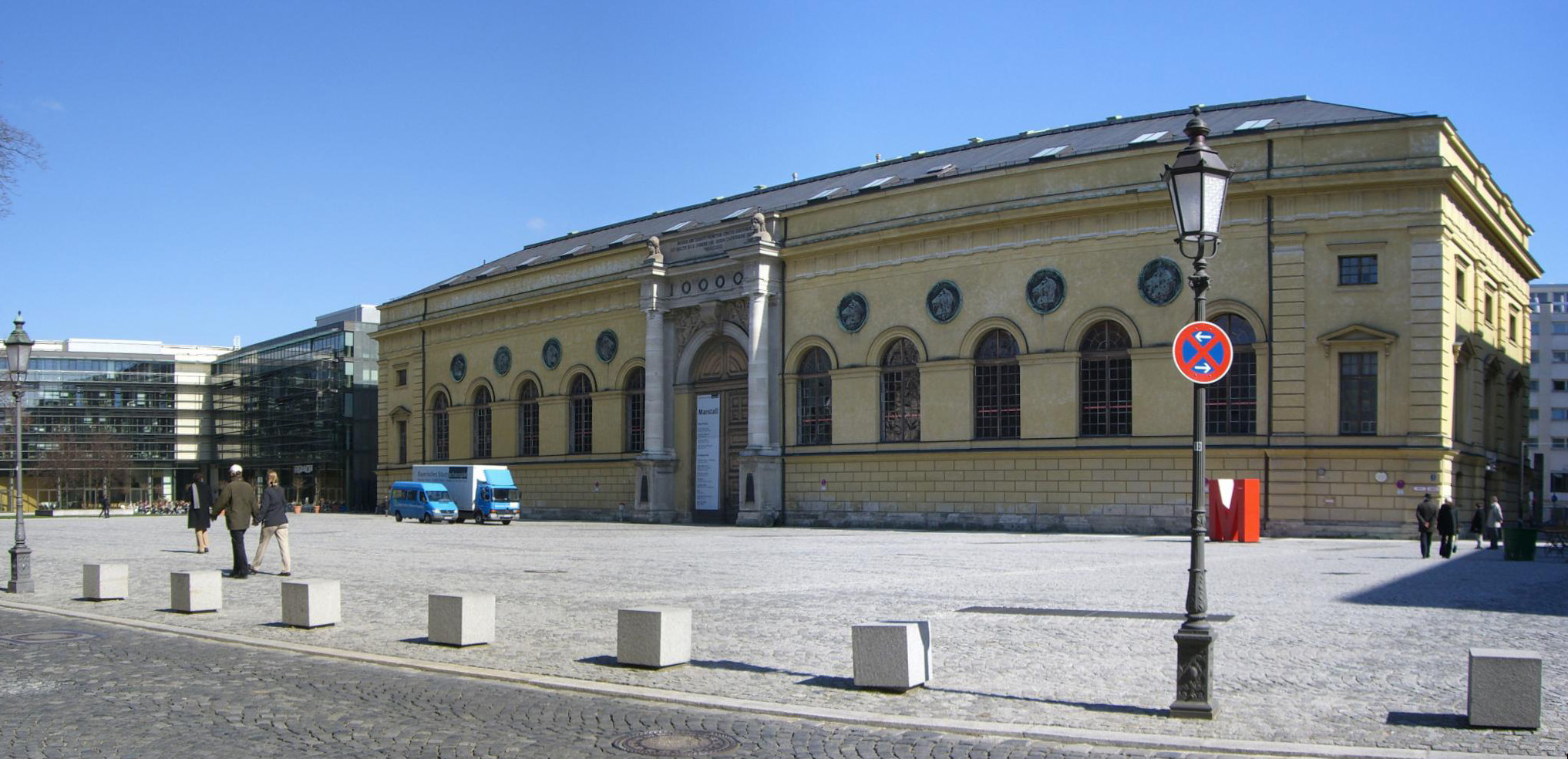
Marstall am Marstallplatz
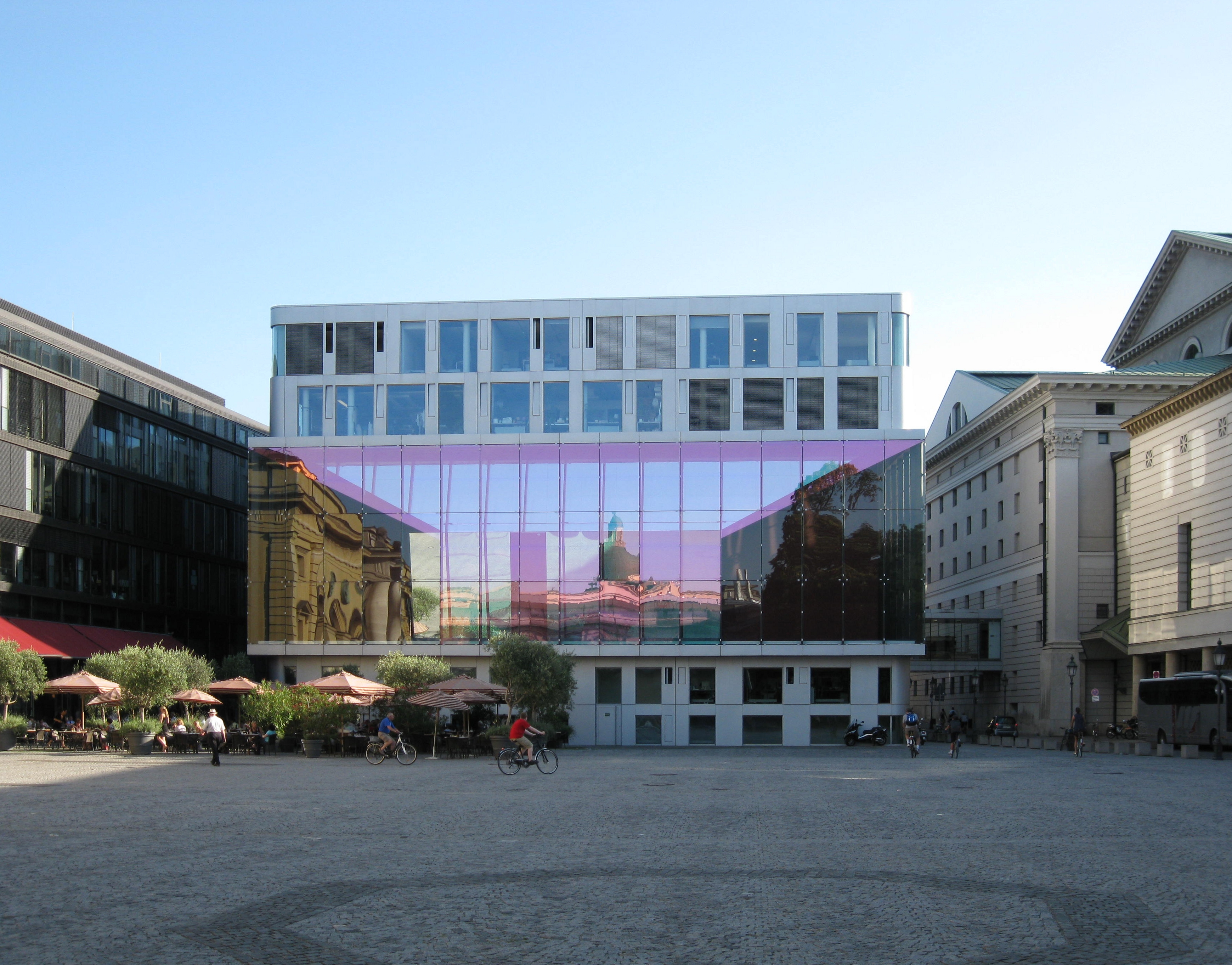
Probengebäude der Staatsoper
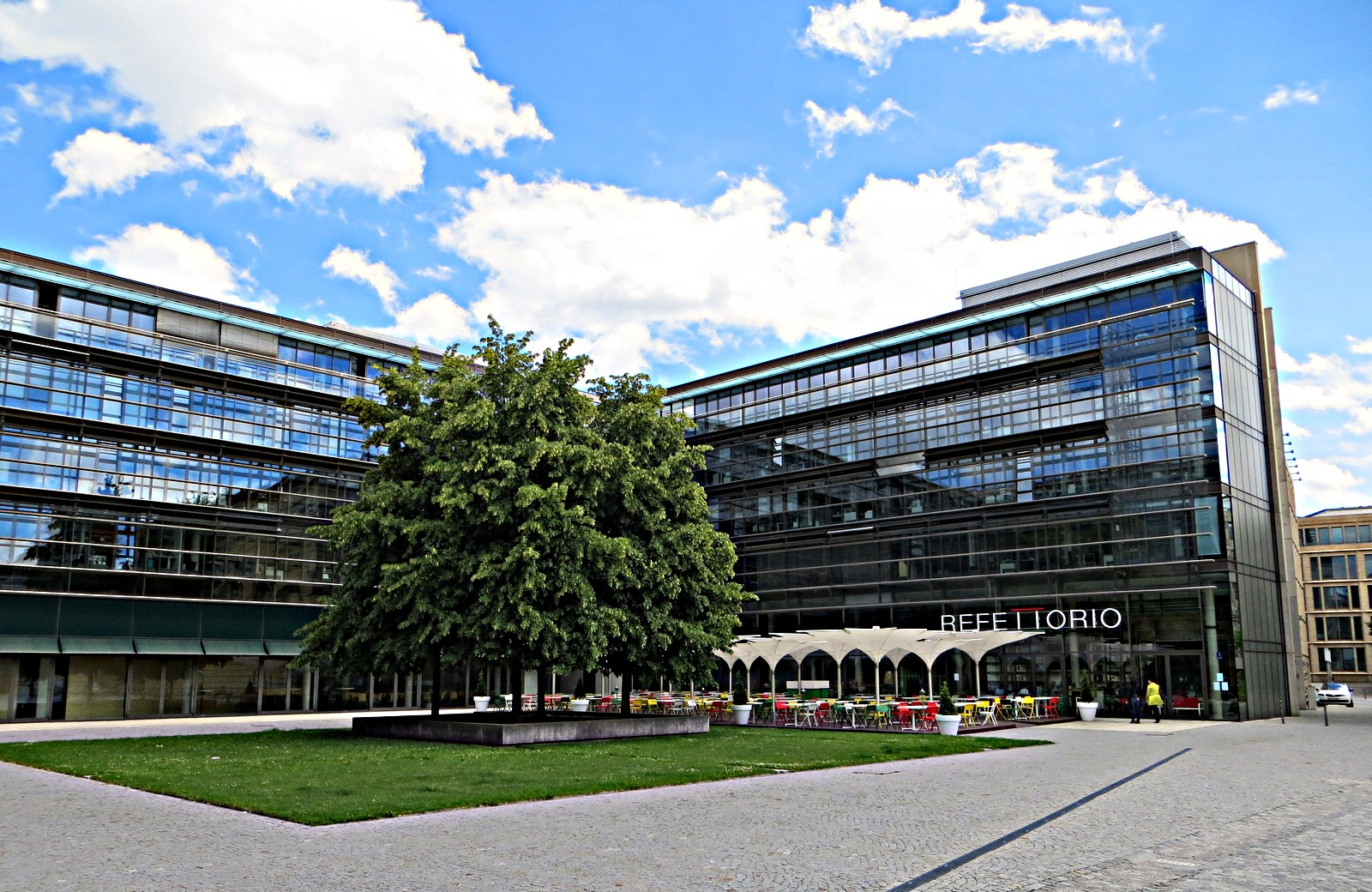
Generalverwaltung der MPG
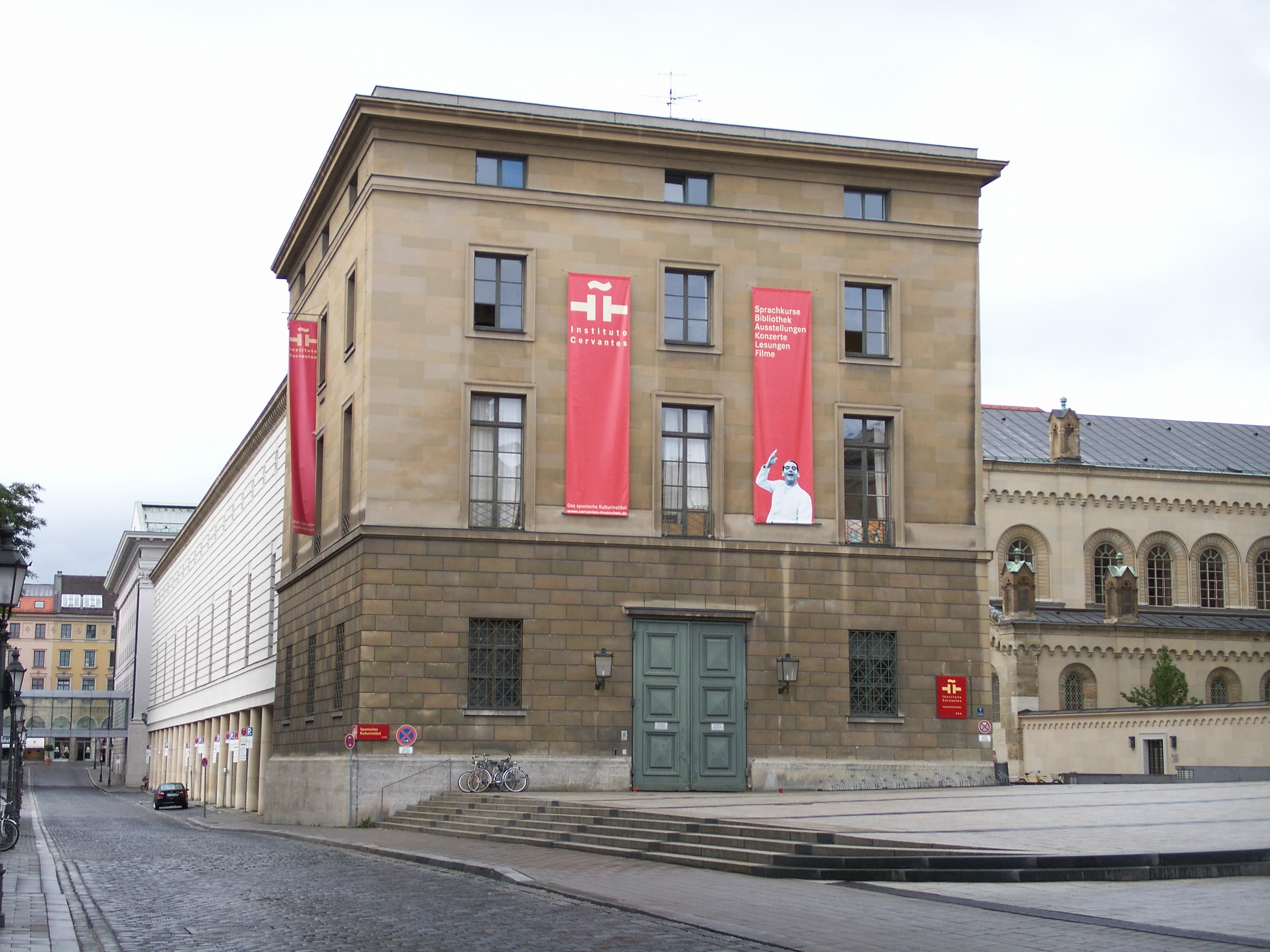
Kulissengebäude der Staatsoper
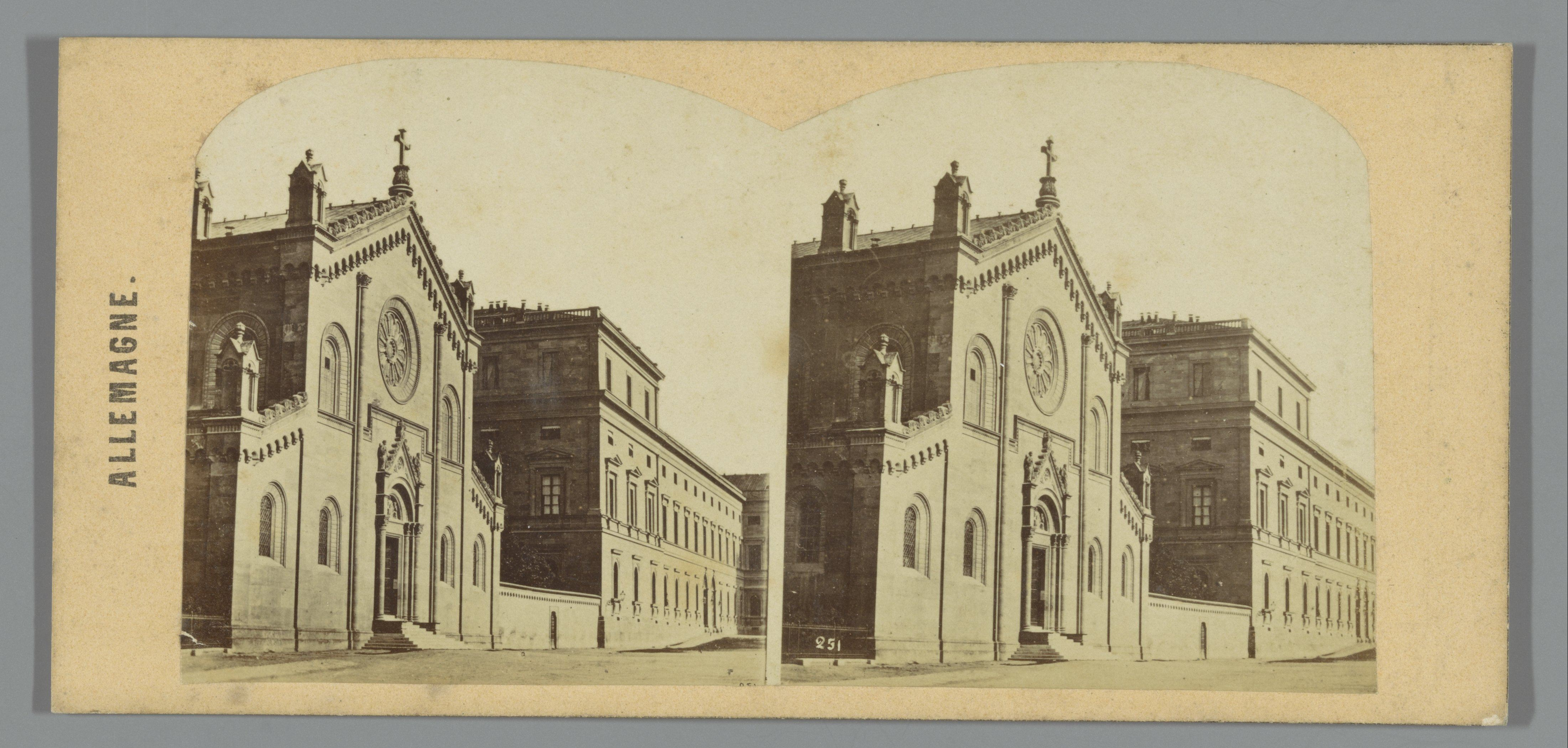
ehem. Allerheiligen-Hofkirche und Residenz
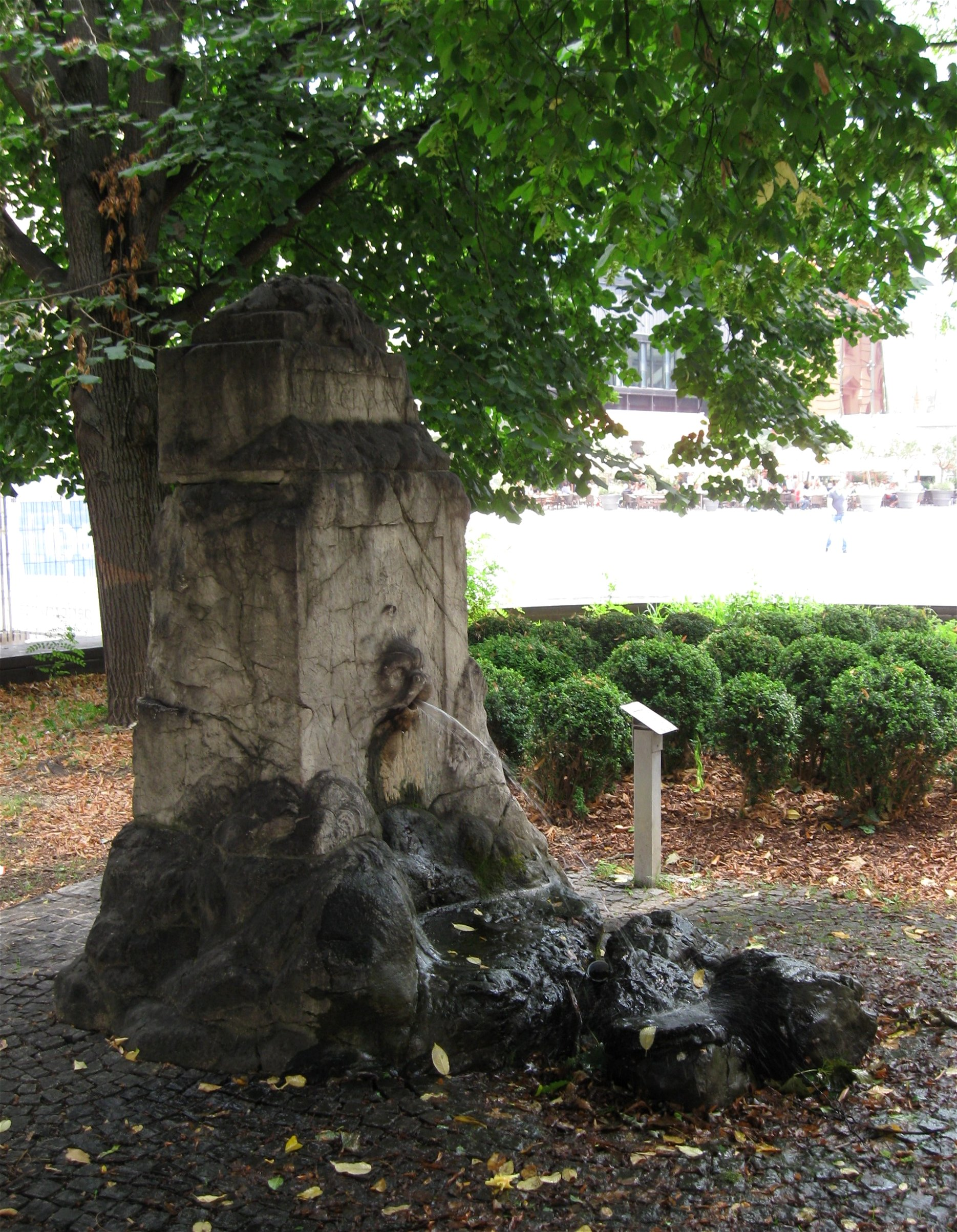
Löwenbrunnen
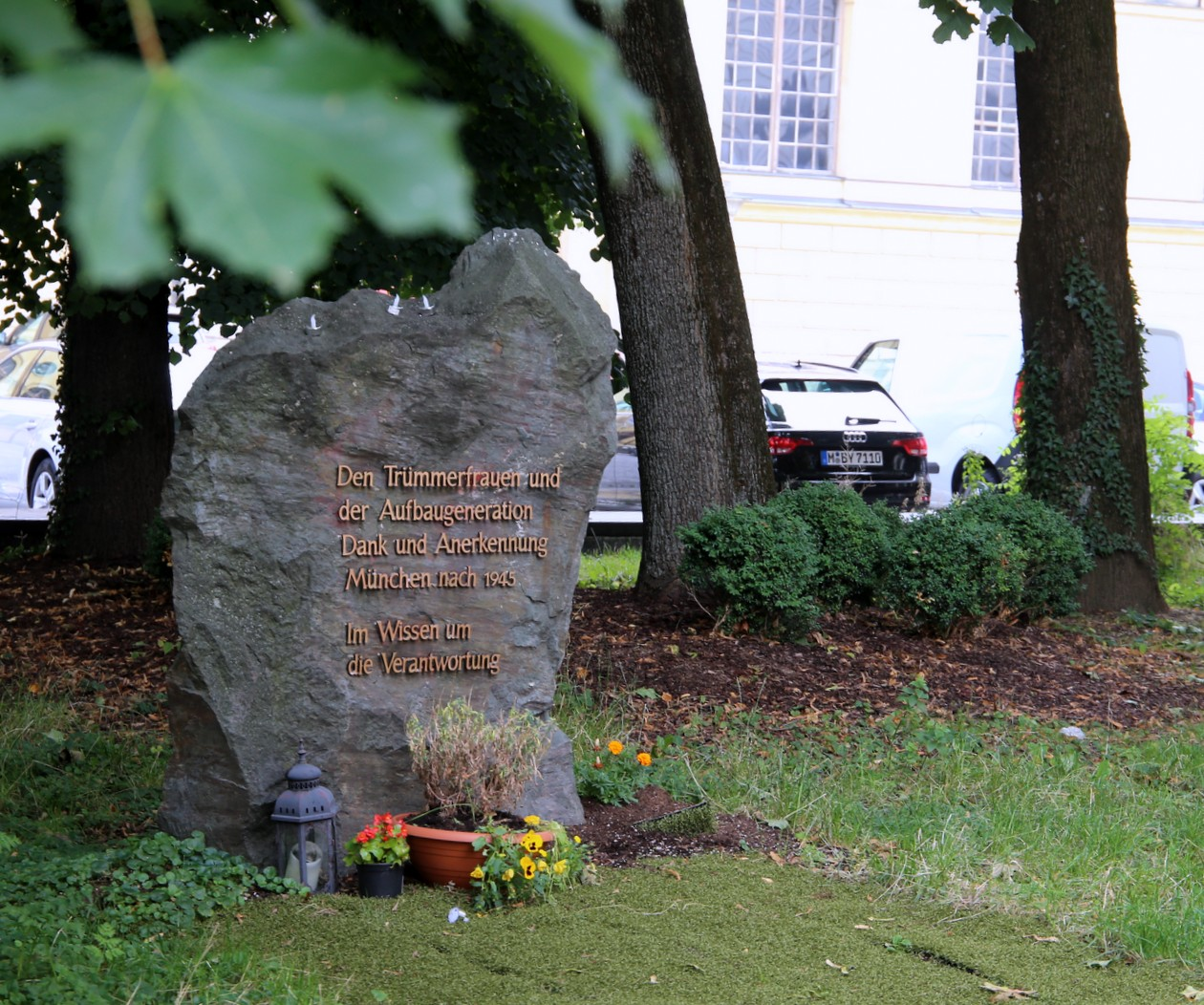
Trümmerfrauendenkmal
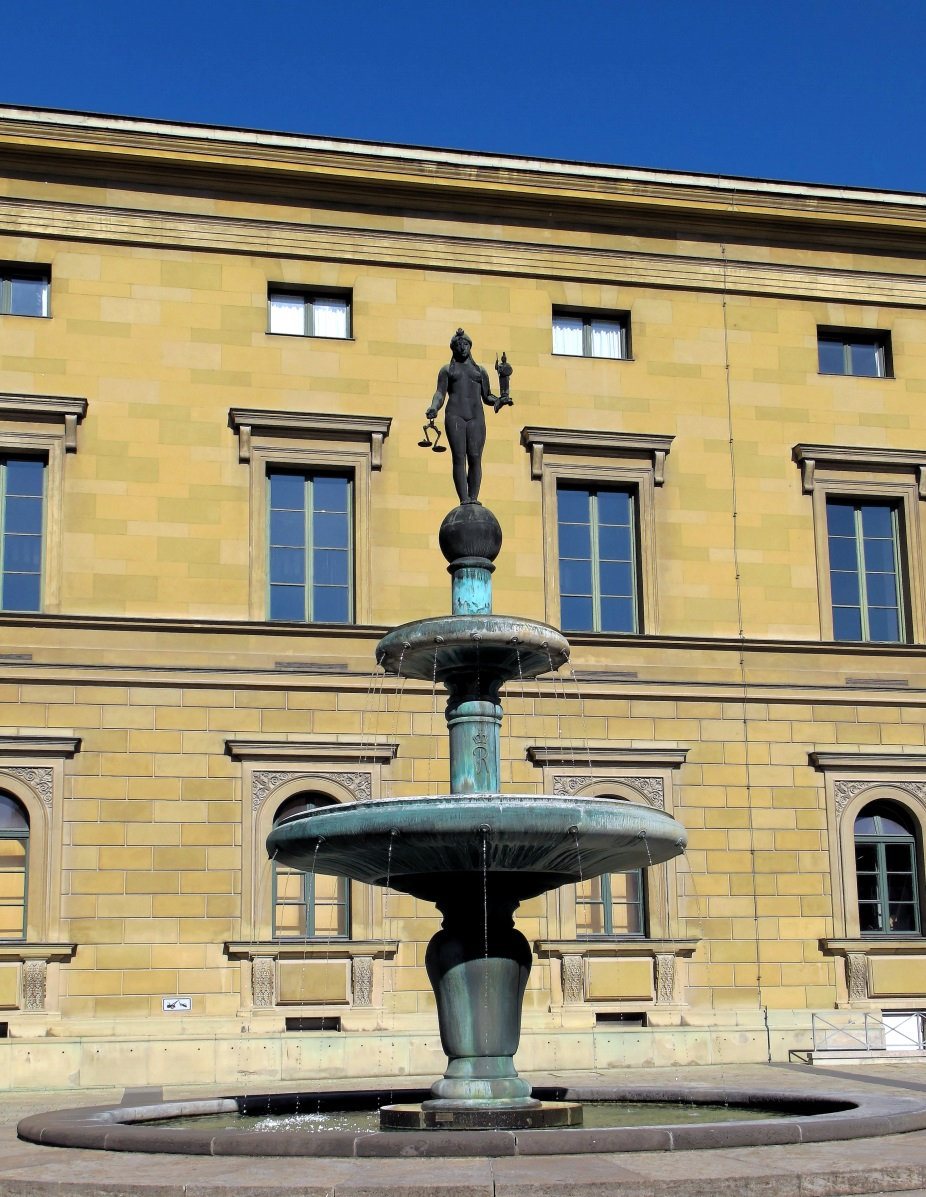
Kronprinz-Rupprecht-Brunnen